# マルク・バルベ
マルク・バルベ（Marc Barbé、1961年5月6日 - ）は、フランスの俳優。

## 出演作品
- クロッシング・ライン　～ヨーロッパ特別捜査チーム～
- 時効前夜～ある女の告白～（ジミー）
- 最後のマイ・ウェイ（エメ・フランソワ）
- ナンネル・モーツァルト 哀しみの旅路（レオポルド・モーツァルト）
- 愛について、ある土曜日の面会室（ピエール）
- 猟犬たちの夜 オルフェーヴル河岸36番地-パリ警視庁
- いのちの戦場 -アルジェリア1959-
- ランジェ公爵夫人
- エディット・ピアフ〜愛の讃歌〜（レイモン・アッソ）
- 恋人たちの失われた革命
- 薬指の標本（標本技士）
- シャトーブリアンからの手紙